# Falcon Mesa
Falcon Mesa es un lugar designado por el censo ubicado en el condado de Zapata en el estado estadounidense de Texas. En el Censo de 2010 tenía una población de 405 habitantes y una densidad poblacional de 45,17 personas por km².

## Geografía
Falcon Mesa se encuentra ubicado en las coordenadas 26°52′15″N 99°17′28″O / 26.87083, -99.29111. Según la Oficina del Censo de los Estados Unidos, Falcon Mesa tiene una superficie total de 8.97 km², de la cual 3.93 km² corresponden a tierra firme y (56.12%) 5.03 km² es agua.

## Demografía
Según el censo de 2010, había 405 personas residiendo en Falcon Mesa. La densidad de población era de 45,17 hab./km². De los 405 habitantes, Falcon Mesa estaba compuesto por el 85.93% blancos, el 0.99% eran afroamericanos, el 0% eran amerindios, el 2.47% eran asiáticos, el 0% eran isleños del Pacífico, el 10.12% eran de otras razas y el 0.49% pertenecían a dos o más razas. Del total de la población el 60.99% eran hispanos o latinos de cualquier raza.